# Ranch
Pour les articles homonymes, voir Ranch (homonymie).
Un ranch, vacherie en français cadien, est une zone de paysage comprenant différentes structures destinées principalement à la pratique de l'élevage extensif (ranching en anglais) du bétail.

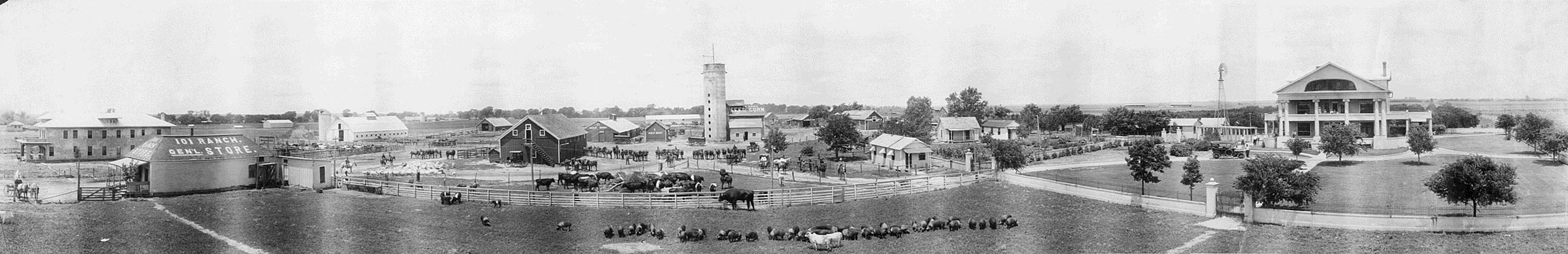
Le 101 Ranch, en Oklahoma.

Les ranchs peuvent être de toutes tailles, certains disposent de terres arables irriguées ou non, produisant des récoltes fourragères. On les trouve principalement dans le Sud des États-Unis. Propriété de l'éleveur, le ranch comporte, outre son habitation, les logements pour le personnel (en général, de simples dortoirs sans confort), des étables et des pâturages.

## Exemples

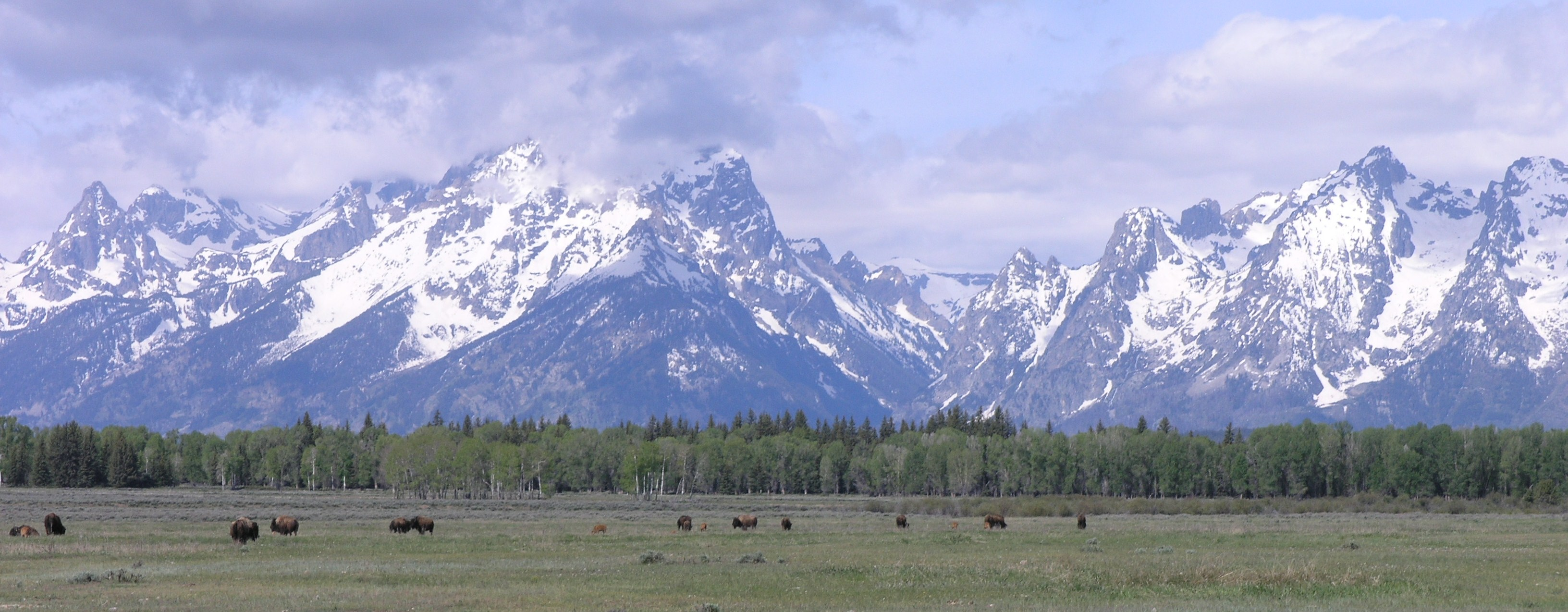
Troupeau de bisons détenu par le Elk Ranch Flats Turnout.

Deux des plus grands ranchs du monde sont :
- Le  King Ranch au Texas, comprenant un élevage de bovins principalement mais également de chevaux de course sur plus de 3 340 km2.
- Le Dadanawa Ranch (en) en Guyana, comprenant un élevage de bovins sur une superficie dite de 4 400 km2.

En Argentine, les ranchs sont désignés sous le terme de Estancia et fonctionnent sur un mode de production extensive.
En Australie, l'équivalent du ranch est la Station (terme également employé en Nouvelle-Calédonie), généralement spécialisée dans l'élevage du mouton. Les stations se trouvent principalement dans la région des Rangelands, où ils étaient autrefois administrés par baux pastoraux délivrés par le gouvernement.
En Californie se trouve le Ranch de Neverland, ancienne propriété de Michael Jackson.
En Union soviétique, les vastes étendues de pâturages d'Asie centrale ou de la toundra, collectivisés et clôturés, et dotés d'une administration centralisés peuvent également être considérés comme des ranchs.

## Valeur foncière
Certains ranchs ont acquis une valeur foncière très élevée.
Ainsi, un ranch texan de 210 000 hectares (2 100 km2) racheté en 2016 par le magnat américain du football Stan Kroenke (actionnaire majoritaire de l'équipe de football d'Arsenal) mis en vente par l'agence Briggs Freeman Sotheby's International Realty pour le compte de la famille Waggoner qui occupait ces terres depuis le XIXe siècle a été mis à prix à 725 millions de dollars (soit +/-  650 millions d'euros). Son prix de vente réel n'a pas été révélé, mais il a été présenté comme étant probablement l’une des plus grandes et plus chères propriétés privées au monde. Ce prix s'explique aussi par la présence au moment de la vente d'environ un millier de puits de pétrole, de 12 000 hectares de terres agricoles, et 6 800 têtes de bétail et 500 chevaux 

## Univers de fiction
- Constitutif de la légende du Far West, le ranch a servi au cinéma de décor à de nombreux westerns, dont Le Ranch Diavolo.
- Mais celui qui reste parmi les plus célèbres est celui de Southfork, popularisé par la série Dallas. Également, l'Iverson Movie Ranch est connu pour avoir été le décor de centaines de films.
- Le Ranch Lon Lon, et le Ranch Romani sont des lieux de la série de jeux vidéo The Legend of Zelda.
- Celui de Heartland est très connu lui aussi, grâce aux livres de Lauren Brooke et à la série télévisée canadienne de 2007, du même nom.

## Galerie de photographies

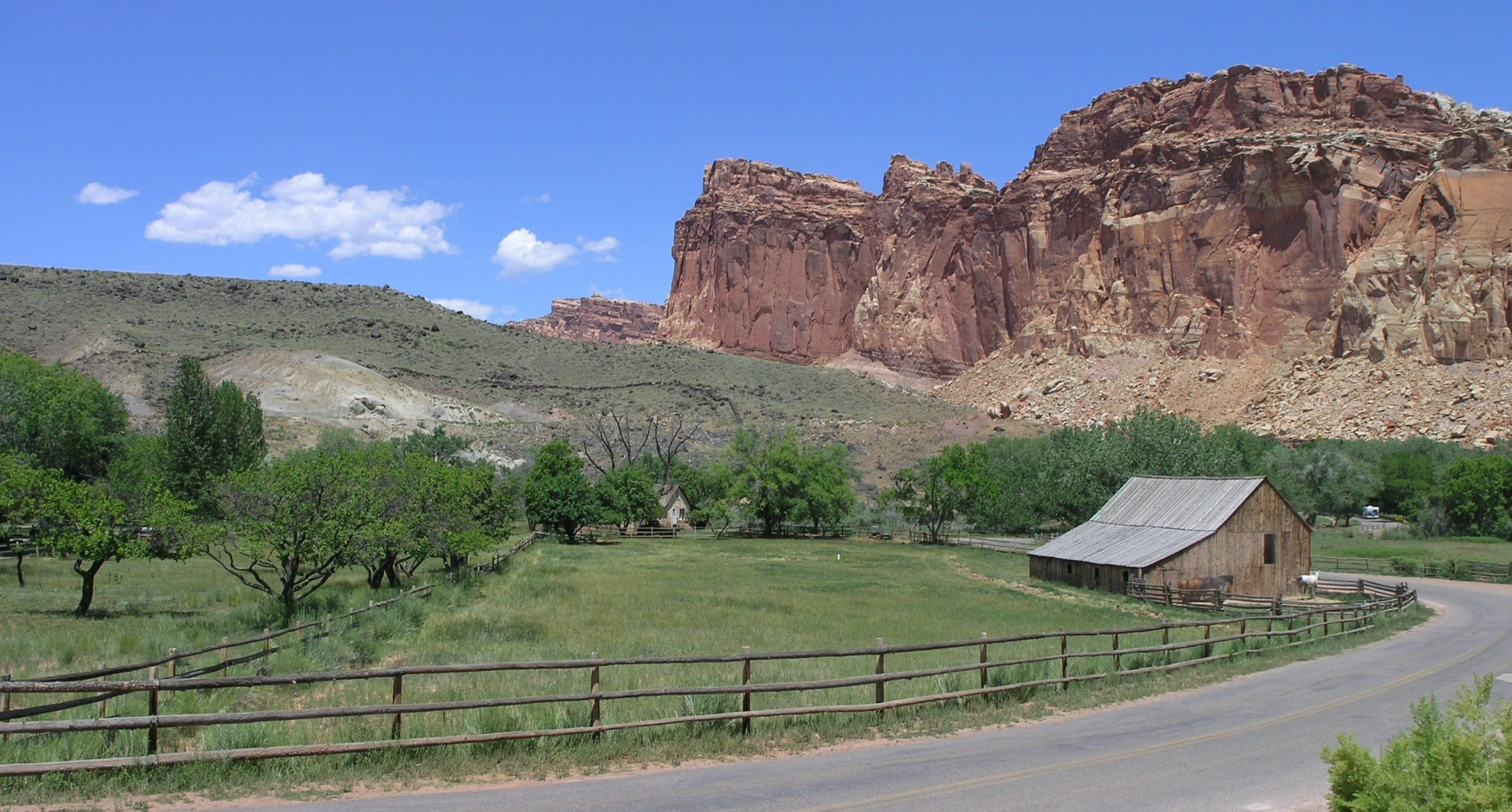
Gifford Ranch à Capitol Reef (Utah).
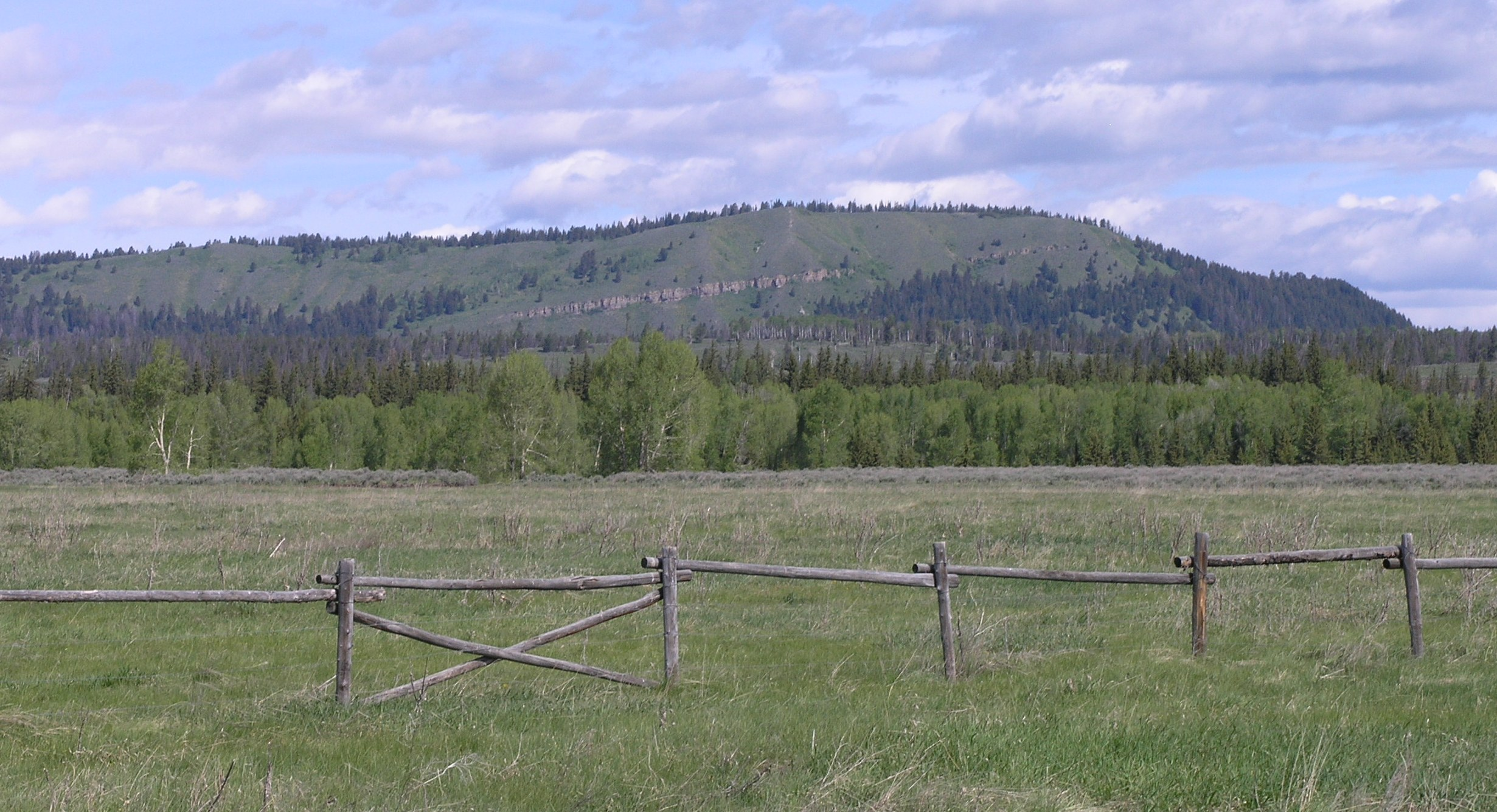
Les environs de la ville de Signal Mountain (Tennessee).
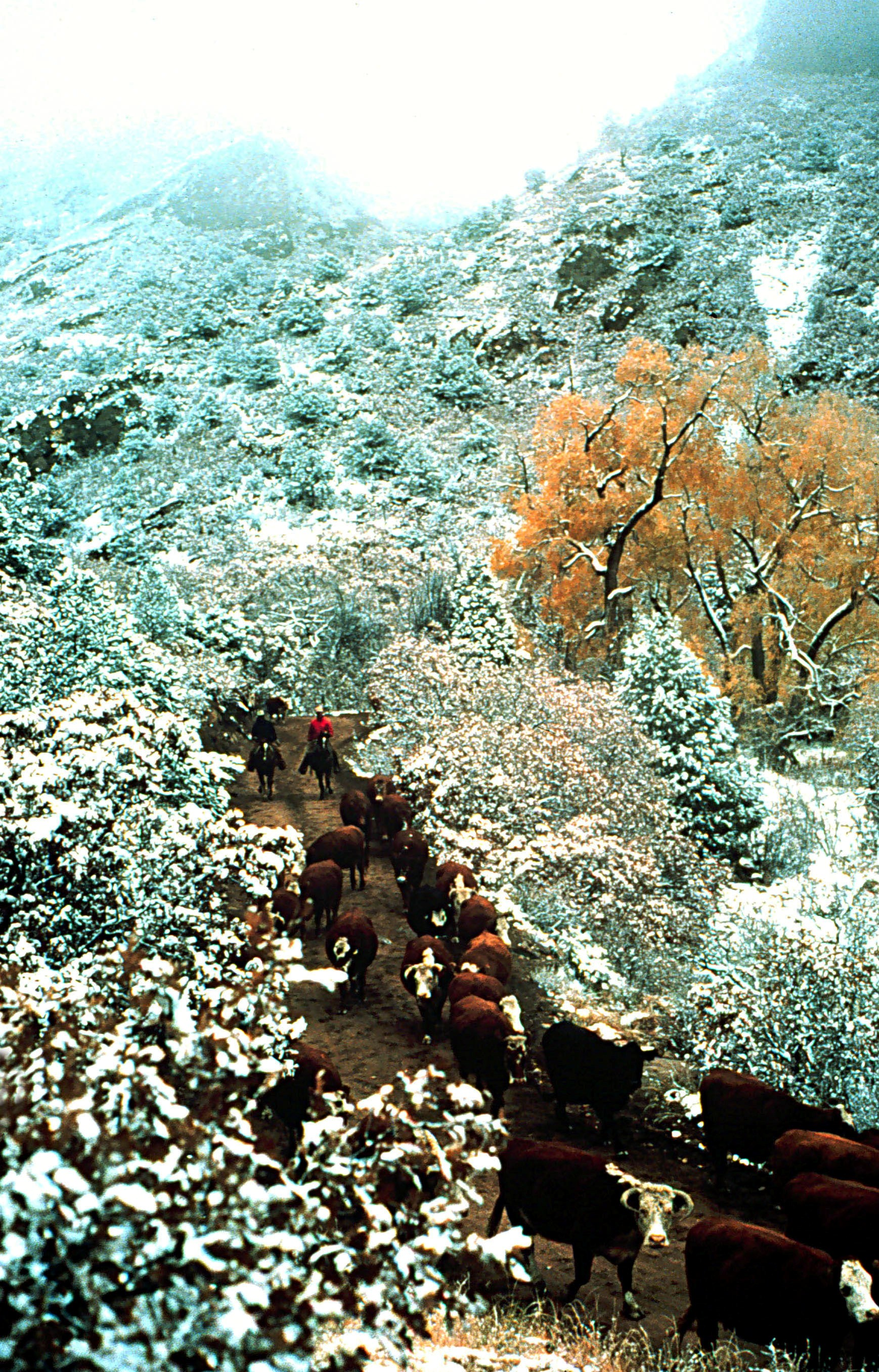
Transhumance de bétail, au Colorado.
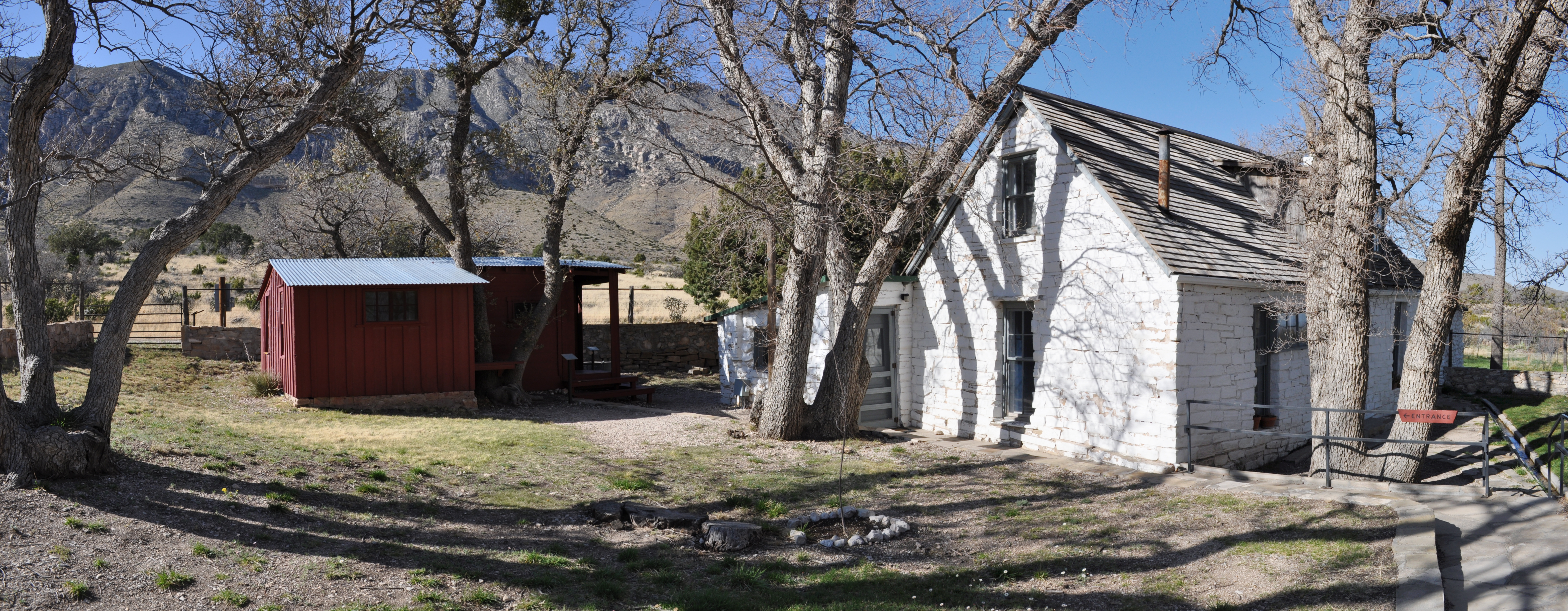
Vue du Ranch Frijole au Texas en mars 2014.